# Шин, Рут
Рут Шин (англ. Ruth Sheen; род. 1952) — британская актриса.

## Биография
Рут Шин родилась в 1952 году в Лондоне. Окончила театральное училище East 15 Acting School.
Карьеру актрисы начала в 1988 году с небольшого появления в телевизионном фильме режиссёра Кристин Эдзард «Крошка Доррит», снятому по одноимённому роману Чарльза Диккенса. В том же году состоялась её первая большая работа — роль Ширли в фильме режиссёра Майка Ли «Высокие надежды», за которую Рут Шин была награждена премией Европейской академии кино в номинации «Лучшая актриса».
В 2007 году, в роли Лин, участвовала в мировой премьере спектакля «Листья стекла» современного британского драматурга Филипа Ридли, прошедшей в лондонском театре Сохо.
Рут Шин исполнила роль Пэт Чонси, секретарши детективного агентства Страйка.

## Фильмография
- 1988 — Крошка Доррит / Little Dorrit — светская леди
- 1988 — Высокие надежды / High Hopes — Ширли
- 1989 — The Bill — миссис Брантон
- 1995 — Bramwell — сестра Этель
- 1999 — Виртуальная сексуальность / Virtual Sexuality — Джеки
- 1999 — Bait — женщина из кафе
- 2000 — Lorna Doone — Бетти
- 2000 — Never Never — Сандра
- 2000 — Дон Кихот / Don Quixote — молодая леди
- 2002 — Plain Jane — Мэй
- 2002 — Всё или ничего / All or Nothing — Морин
- 2002 — White Teeth — Морин
- 2003 — Cheeky — Тамара
- 2004 — Убийство в доме викария / Marple: The Murder at the Vicarage — миссис Таррант
- 2004 — Вера Дрейк / Vera Drake — Лили
- 2004 — Ярмарка тщеславия / Vanity Fair — мисс Пинкертон
- 2005 — The English Harem — Эмили
- 2005 — Doc Martin — Моурин
- 2005 — Footprints in the Snow — ресторатор
- 2005 — Imagine Me & You — миссис Уэбстер
- 2005 — Twenty Thousand Streets Under the Sky — тётушка Винни
- 2006 — Vital Signs — Уол
- 2007 — A Class Apart — Руфь
- 2007 — Coming Up — Джейн
- 2007 — The Curry Club — Одри
- 2007 — Фанни Хилл[англ.] — миссис Джонс
- 2007 — Run Fatboy Run — Клодин
- 2007 — Hush Your Mouth — миссис Коллинз
- 2009 — Бессердечный / Heartless — Мэрион
- 2009 — Brave Young Men — Стефани
- 2010 — The Hardest Part — леди в автобусе
- 2010 — Ещё один год / Another Year — Джерри
- 2010 — Silent Witness — Эстер
- 2010 — Mulligatawny — Мэгги
- 2015 — Лондонские каникулы / A Royal Night Out — мама Джека
- 2016 — Уличный кот по кличке Боб / A Street Cat Named Bob — Элси